# Arliss Howard
Arliss Howard, nome d'arte di Leslie Richard Howard (Independence, 18 ottobre 1954), è un attore, regista e sceneggiatore statunitense.

## Biografia
Laureato al Columbia College, Howard è noto al grande pubblico per i ruoli del soldato "Cowboy" nel film Full Metal Jacket, di Maxwell nel film Ruby: Il terzo uomo a Dallas ed il ruolo di Peter Ludlow nel film Il mondo perduto - Jurassic Park. Ha recitato in Amistad di Steven Spielberg, ed è apparso anche in quattro episodi della serie Medium, della NBC, recitando nella parte del Capitano Kenneth Push.
In teatro Howard ha portato in scena numerose opere fra le quali Joe Turner's Come and Gone del commediografo August Wilson, nel 2009, a Broadway. Un altro film che ha interpretato, oltre che diretto, è Big Bad Love, nella parte di Barlow. Inoltre ha diretto un film per la televisione scritto da lui stesso e dal fratello James: Dawn Anna. Anche la moglie di Howard, Debra Winger, ha recitato in questi due film.

## Vita privata
È stato sposato con l'agente artistico Karen Sellars, da cui ha divorziato e da cui ha avuto un figlio, Sam (1987). Dal 1996 è sposato con Debra Winger, dalla quale ha avuto il suo secondogenito Babe Gideon (1997).

## Filmografia parziale

### Attore

#### Cinema
- Lightship - La nave faro (The Lightship), regia di Jerzy Skolimowski (1985)
- Full Metal Jacket, regia di Stanley Kubrick (1987)
- Plain Clothes - Un poliziotto in incognito (Plain Clothes), regia di Martha Coolidge (1988)
- Tequila Connection (Tequila Sunrise), regia di Robert Towne (1988)
- Gli uomini della mia vita (Men Don't Leave), regia di Paul Brickman (1990)
- Giorni di gloria... giorni d'amore (For the Boys), regia di Mark Rydell (1991)
- Ruby: Il terzo uomo a Dallas (Ruby), regia di John Mackenzie (1992)
- Triangolo di fuoco (Wilder Napalm), regia di Glenn Gordon Caron (1993)
- I ragazzi vincenti (The Sandlot), regia di David Mickey Evans (1993)
- Assassini nati - Natural Born Killers (Natural Born Killers), regia di Oliver Stone (1994)
- A Wong Foo, grazie di tutto! Julie Newmar (To Wong Foo, Thanks for Everything! Julie Newmar), regia di Beeban Kidron (1995)
- Johns, regia di Scott Silver (1996)
- Il mondo perduto - Jurassic Park (The Lost World: Jurassic Park), regia di Steven Spielberg (1997)
- Amistad, regia di Steven Spielberg (1997)
- Scegli il male minore (The Lesser Evil), regia di David Mackay (1998)
- La mappa del mondo (A Map of the World), regia di Scott Elliott (1999)
- Birth - Io sono Sean (Birth), regia di Jonathan Glazer (2004)
- Awake - Anestesia cosciente (Awake), regia di Joby Harold (2007)
- Un amore all'improvviso (The Time Traveler's Wife), regia di Robert Schwentke (2009)
- L'arte di vincere (Moneyball), regia di Bennett Miller (2011)
- Zona d'ombra (Concussion), regia di Peter Landesman (2015)
- Mank, regia di David Fincher (2020)
- The Killer, regia di David Fincher (2023)

#### Televisione
- Un assassino in famiglia (A Killer in the Family), regia di Richard T. Heffron – film TV (1983)
- The Day After - Il giorno dopo (The Day After) – film TV, regia di Nicholas Meyer (1983)
- Ai confini della realtà (The Twilight Zone) – serie TV, episodio 1x08 (1985)
- L'uomo che catturò Eichmann (The Man Who Captured Eichmann), regia di William A. Graham – film TV (1996)
- Medium – serie TV, 4 episodi (2005-2007)
- Rubicon – serie TV, 13 episodi (2010)
- True Blood – serie TV, 6 episodi (2013)
- When We Rise – miniserie TV (2017)

### Regista
- Big Bad Love (2001)
- Dawn Anna – film TV (2005)
- Medium – serie TV, 2 episodi (2005-2007)

## Doppiatori italiani
- Luca Biagini in Full Metal Jacket, Un amore all'improvviso
- Marco Mete in Triangolo di fuoco, Zona d'ombra
- Franco Mannella in Mank, The Killer
- Massimo Lodolo in Tequila Connection
- Dario Penne in Il mondo perduto - Jurassic Park
- Luca Dal Fabbro in Assassini nati - Natural Born Killers
- Danilo De Girolamo in Birth - Io sono Sean